# Války o Castro (1641–1649)
Války o Castro (1641–1649) byly řadou konfliktů poloviny 17. století. Boje se vedly o starobylé město Castro, nacházejícího se v dnešním Laziu v Itálii. Střetnutí nakonec skončila zničením města 2. září 1649. Konflikt byl výsledkem boje o moc mezi papežstvím - představovaným členy dvou hluboce do politiky zapletených římských rodin a jejich papežů, rodiny Barberini, jejímž představitelem byl papež Urban VIII a rodiny Pamphili ze které pocházel papež Innocenc X. – a proti nim bojovala rodina Farnese, klan vévodů z Parmy, kteří ovládali Castro a jeho okolní území jako součást Parmského vévodství.

## Pozadí
Papežská politika v polovině 17. století byla komplikovaná. Docházelo k častým uzavíráním a vypovídáním vojenských a politických spojenectví napříč katolickým světem. I když je obtížné vysledovat přesný původ sporu mezi parmskými vévody a oběma papeži, jeho původ lze hledat v politickém manévrování ke kterému docházelo právě v letech či dokonce desetiletích před zahájením ozbrojeného konfliktu.
V roce 1611 byla skupina spiklenců, šlechticů z Modeny a Mantovy, obviněna z plánování spiknutí s cílem zavraždit Ranuccia I. Farnese, vévodu z Parmy a další členy rodiny Farnese v Parmě. Ranuccio pevně věřil v absolutní monarchii, v roce 1594 centralizoval správu Parmy a Piacenzy, čímž zrušil dosavadní rozsáhlé výsady šlechticů. Ve skutečnosti bylo spiknutí „odhaleno“, když se k němu přiznal vězeň zadržovaný za nesouvisející trestné činy, Gianfrancesco Sanvitale. Ten falešně obvinil ze spiknutí několik italských knížat, mezi nimi Vincenza I. Gonzagu a Cesara d'Este. Ačkoli obvinění byla pravděpodobně nepravdivá, 100 „spiklenců“ bylo mučeno a nakonec popraveno na hlavním náměstí v Parmě v roce 1612. Mnoho jejich majetku bylo zabaveno. Tak vzniklo velké množství nyní legitimně nespokojených šlechticů. Až do své smrti v roce 1622 zůstal Ranuccio paranoidní ohledně budoucích pokusů o atentát a obával se kleteb čarodějnic a kacířů. Divoce pronásledoval „čarodějnice“ a údajné spiklence a dokonce nechal upálit vlastní milenku Claudii Collu. Zůstal přesvědčen, že další šlechtické rodiny plánují jeho pád. Když následně na počátku 20. let 17. století hledal Ranuccio nevěstu pro svého mladšího legitimního syna a dědice Odoarda, žádná z italských vládnoucích rodin mu svou princeznu nenabídla. Nakonec se však podařilo pro syna získat ruku Markéty Medicejské, dcery Cosima II. Medicejského.
Napětí mezi rodinou Farnese a další italskou šlechtou se však neomezovalo pouze na místní události v Parmě. Historik Leopold von Ranke podává zprávu o návštěvě Odoarda I. Farnese, vévody z Parmy a Piacenzy v Římě v roce 1639. Vévoda vjel do Říma s velkou slávou - dostal dary a doprovázeli jej po městě kardinálové, synovci papeže Urbana VIII., Antonio Barberini a Francesco Barberini. Ale vévoda odmítl slavnostní přivítání oplatit vyjádřením patřičné úcty papežovu druhému synovci; nově jmenovanému římskému prefektovi Taddeo Barberinimu. Když se vévoda připravoval odcestovat, přál si slavnostní doprovod z města obvykle poskytovaný toskánským velkovévodům. Francesco Barberini doprovázet Odoarda odmítl. Vévoda odcestoval, ale naléhal na papeže, aby oba své synovce kardinály pokáral.
Antonio a Francesco zuřili a přesvědčili papeže, aby vévodu potrestal zákazem dovozu obilovin z Castra do Říma a okolí. Tím vévodu připravil o důležitý zdroj příjmů. Římští věřitelé vévody Odoarda uviděli svou šanci - vévoda nebyl schopen zaplatit své dluhy, které nashromáždil ve vojenských akcích proti Španělsku v Miláně a zálibě v luxusním bydlení. Nešťastní věřitelé s nesplacenými úvěry hledali pomoc u papeže. Ten se ve snaze vynutit splacení dluhů rozhodl pro vojenskou akci.

## Příprava na válku
Papež Urban VIII odpověděl na žádost věřitelů vévody Odoarda vysláním svého synovce kardinála Antonia Barberini, Fabrizia Savelliho a markýze Luigiho Matteiho s příkazem obsadit Castro. Papežským silám veleli dále Achille d'Étampes de Valençay a Cornelio Malvasia.
Papež zároveň poslal kardinála Bernardina Spadu jako svého zplnomocněného zástupce ve snaze vyřešit krizi dohodou. Spada úspěšně vyjednal příměří, ale když si papežští vojenští vůdci uvědomili, že vévodové shromáždili silné vojsko, pro případ, že by jednání se Spadou nevedlo ke smíru, Urban VIII. vyhlásil články mírové dohody za neplatné a prohlásil, že Spada dohodu sjednal bez jeho souhlasu. Spada později vydal manifest popisující jeho verzi událostí, které podle současného historika Johna Bargrava mnozí přijímali jako pravdu.
Urban VIII. shromažďoval vojska v Římě po celý rok 1641. Ulice zaplnily žoldnéři a pravidelné jednotky a Antonio Barberini byl nucen zavést zvláštní opatření k udržení pořádku ve městě. Ale papež potřeboval ještě více vojáků. Vévoda z Ceri, který byl uvězněn za zranění papežského důstojníka ve sporu o správu vévodství v Ceri, a Mario Frangipani, uvězněný za vraždu osoby na jeho panství, byli papežem omilostněni a bylo jim svěřeno velení papežských vojsk.

## První válka o Castro
Dne 12. října vedl Luigi Mattei proti opevněnému městu 12 000 pěchoty a až 4 000 jezdců. Papežské síly se střetly se 40 vojáky střežících most vedoucí do města; krátký výbuch palby z děla, který vyústil v jedinou smrt, stačil ke kapitulaci. Castro a několik dalších měst v okolí se vzdalo. Fabrizio Savelli se však ukázal jako nepříliš bojechtivý velitel. Savelliho nahradil ve funkci velitele Taddeo Barberini. Dne 5. ledna 1642 dorazil do Ferrary, papežského města s jedním kontingentem vojáků. Dne 11. ledna byla slavnostně uvedena opera „L'Armida“ skladatele Marca Marazzoliho, oblíbeného autora rodiny Barberini. Představení se konalo na jeho počest a Marazzoli složil i dílo „Le pretensioni del Tebro e del Po“ k připomenutí nedávných událostí.
Dne 13. ledna Urban VIII. Odoarda exkomunikoval a zrušil jeho léna, která byla udělena papežem Pavlem III. – Odoardovým pra-pra-pra-dědečkem – v roce 1545. Odoardo se postavil do čela své armády, tentokrát proti samotnému papežskému státu. Jeho vojsko bylo brzy natolik blízko papežskému státu, že ohrožovalo samotný Řím. Odoardo však ztratil odvahu a papež dokázal Řím opevnit a postavit novou armádu – tentokrát 30 000 vojáků; dost na to, aby vévodu zahnal zpět na jeho území. Tehdy se Odoardo spojil s Benátkami, Modenou a Toskánskem. Armádám velel jeho švagr Ferdinand II. Medicejský, velkovévoda Toskánský.
Zpočátku Urban VIII. hrozil exkomunikací každému, kdo pomáhá Odoardovi, ale Odoardovi spojenci trvali na tom, že nemají konflikt s papežstvím, ale spíše s rodinou Barberini (jejíž byl papež členem). Když nevyšla hrozba exkomunikací, papež se pokusil obrátit na své staré spojence. Požádal o pomoc Španělsko. Ale španělské síly byly plně vytíženy třicetiletou válkou a jejich odpověď byla vlažná. Tak došlo k tomu, že většina vojáků bojujících na straně papeže byla francouzská a většina těch, kteří bojovali za vévody, byli Němci.
Podrážděný papež zvýšil daně a povolal další síly a válka pokračovala. Kardinál Antonio Barberini byl úspěšný v boji proti Benátkám a Modeně. Ale papežské síly utrpěly významné porážky v oblasti kolem jezera Trasimeno od Toskánců v bitvě u Mongiovina. Boje se vedly stylem typickým pro Evropu 17. století a do druhé poloviny roku 1643 se ani jedna ze stran nepustila do vážného střetu, ačkoli obě strany utrácely značné částky za vydržování vojska. Předpokládané výdaje papeže Urbana VIII. a jeho věrných dosáhly během 4 let konfliktu, kdy byl Urban VIII. papežem, přibližně 6 milionů tolarů.
Papežské síly utrpěly rozhodující porážku v bitvě u Lagoscura dne 17. března 1644 a byly nuceny se vzdát. Antonio Barberini byl téměř zajat; zachránila ho „pouze rychlost jeho koně“. Mír byl dohodnut ve Ferraře dne 31. března 1644.
Podle podmínek míru byl Odoardo znovu přijat do katolické církve a byla mu obnovena jeho léna. Přeprava obilí z Castra do Říma byla opět povolena a Odoardo měl obnovit platby svým římským věřitelům. Toto mírové urovnání uzavřelo první válku v Castru a bylo široce považováno za ostudu papežství, které nedokázalo vnutit svou vůli ani s použitím vojenské síly. Urban VIII. byl údajně tak zoufalý, že po podpisu mírových dohod těžce onemocněl a 29. července 1644 zemřel.

## Nový papež a exil rodiny Barberini
Papež Urban VIII zemřel jen několik měsíců po podpisu mírové smlouvy, 29. července 1644. Dne 15. září byl zvolen nový papež Inocenc X. z rodiny Pamphili. Téměř okamžitě zahájil vyšetřování financování konfliktu. Celkově se odhaduje, že první válka stála papežství 12 milionů scudi a na obyvatele Říma byly uvaleny zvláštní daně na doplnění církevní pokladny. Synovci Urbana VIII., kteří vedli papežská vojska, bratři Antonio Barberini, Taddeo Barberini a Francesco Barberini byli nuceni opustit Řím a uprchnout do exilu do Francie, kde se uchýlili pod ochranu kardinála Mazarina a stali se závislými na pohostinnosti francouzského krále Ludvíka XIV.
Taddeo Barberini zemřel v Paříži v roce 1647. Antonio a Francesco Barberini se v roce 1653 směli vrátit do Říma. Smír s papežem byl potvrzen sňatkem Taddeova syna Maffea Barberini a neteří Inocence X. Olimpií Giustiniani. Vztahy byly také později upraveny i s některými dalšími z Odoardových bývalých spojenců, když se Taddeova dcera Lucrezia Barberini provdala za Františka I. d'Este, vévodu z Modeny.

## Druhá válka o Castro
S mírem dohodnutým Barberiniho makléři a svými mrtvými či vyhnanými zůstali občané Castra sami. Odoardo I. Farnese, který podepsal původní mírovou dohodu, zemřel v roce 1646. Následníkem se stal jeho syn Ranuccio II. Farnese.
V roce 1649 Ranuccio odmítl platit římským věřitelům, přesto že jeho otec se splátkami souhlasil podpisem smlouvy z Ferrary. Odmítl také uznat nového biskupa v Castru, monsignora Cristofora Giardu, kterého jmenoval papež Inocenc X. Když byl biskup na cestě do Castra poblíž Monterosi zabit, papež obvinil vévodu Ranuccia a jeho stoupence z vraždy tohoto biskupa.
Jako odplata za tento údajný zločin pochodovaly síly oddané papeži na Castro. Ranuccio se pokusil vyrazit proti papežským silám, ale byl zastaven Luigim Matteiem. Dne 2. září bylo na papežův rozkaz město zcela zničeno. Jednotky papeže Inocence X. nejenže zničily opevnění a obecné budovy Castra, ale zničily také kostely, aby úplně přerušily veškeré vazby mezi městem a papežstvím. Jako poslední urážka rodiny vévody Ranuccia bylo zničení jejich „Palazzo Farnese“ a vztyčení sloupu s nápisem „Quì fu Castro“ – „Zde stálo Castro“.
Vévoda Ranuccio II. byl nucen přenechat kontrolu nad územím kolem Castra papeži, který se poté pokusil využít zemi k vyrovnání dluhů s věřiteli Ranuccia. To znamenalo konec druhé války v Castru a konec samotného Castra – město nebylo nikdy znovu vybudováno.

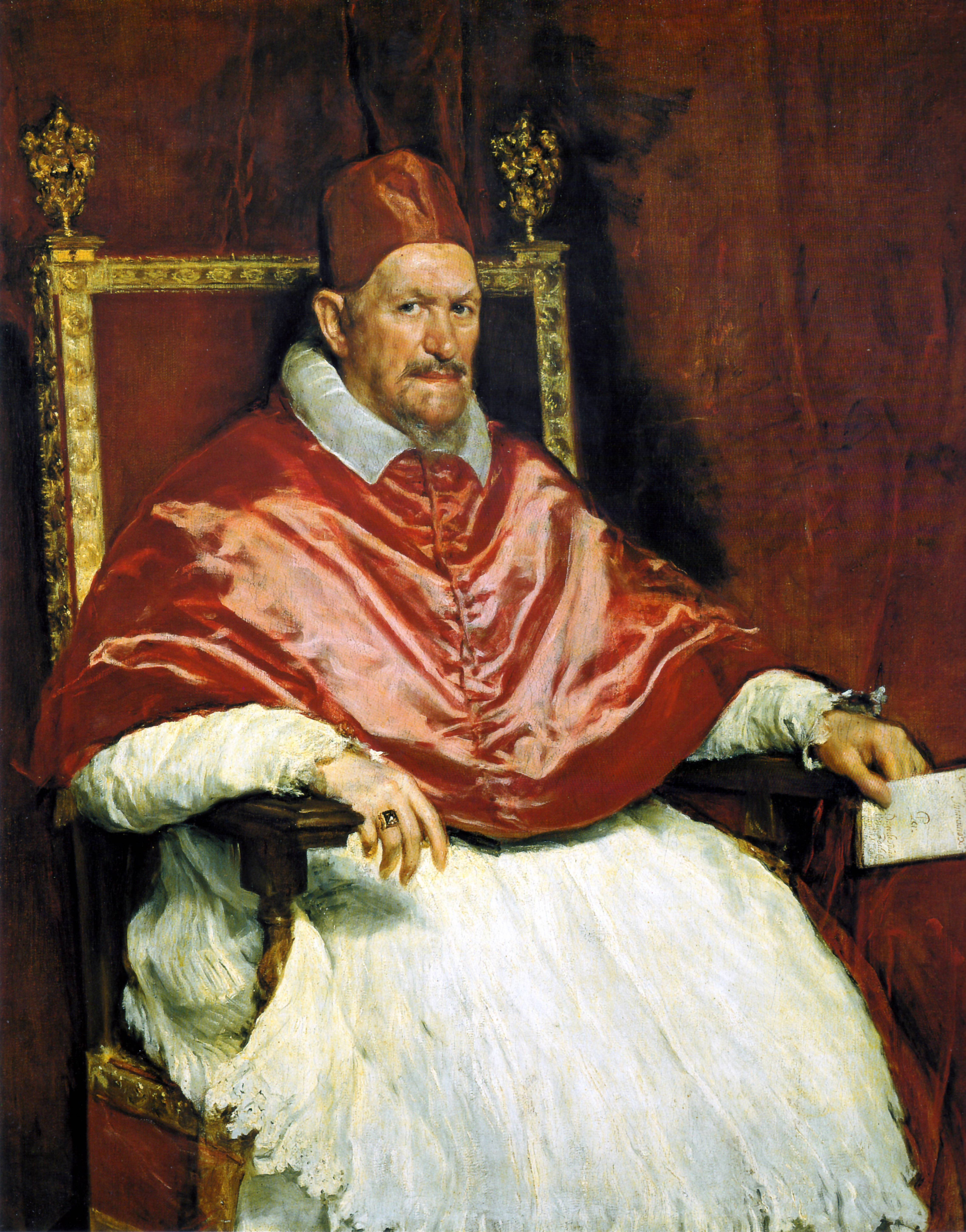
Diego Velázquez, portrét papeže Inocebce X., který nechal zcela zničit italské město Castro